# روجر شالر باجنال
روجر شالر باجنال (بالإنجليزية: Roger S. Bagnall)‏ (ولد 19 أغسطس، 1947 في سياتل) عالم أمريكي في الدراسات الكلاسيكية. كان مدرس للتاريخ والأدب الكلاسيكي في جامعة كولومبيا من 1974 حتى 2007 ثم تولى منصب أول مدير لهيئة دراسات العالم القديم (Institute for the Study of the Ancient World (ISAW)) في جامعة نيويورك.
ولد في سياتل، ودرس في جامعة يال ومنها حصل على البكالوريوس عام 1968، ثم إلى جامعة تورنتو حيث حصل فيها على الماجستير عام 1969 ثم الدكتوراه عام 1972. نشر العديد من الأعمال عن اليونان القديمة ومصر القديمة، وكذا في علم البرديات. اختير لزمالة الأكاديمية الأمريكية للفنون والعلوم في عام 2000.
في عام 2003 فاز بجائزة ميلون للإنجاز المتميز.

## مواقع خارجية
- ISAW Faculty Biography Page for Roger Bagnall

## أعمال مختارة

### كتب
- With Raffaella Cribiore (2006) Women's Letters from Ancient Egypt, 300 BC-AD 800. Ann Arbor, MI: University of Michigan Press.

### منشورات
- Bagnall, R., Aravecchia N., Cribiore R., Davoli P., McFadden, S., & Kaper, O. E. (2015) An Oasis City, New York: NYU Press.